# Outerbanks Entertainment
Outerbanks Entertainment – amerykańska firma produkcyjna założona 29 czerwca 1995 roku przez Kevina Williamsona.
Firma wyprodukowała seriale takie jak m.in. „Jezioro marzeń” (1998–2003), „Wasteland” (1999), „Glory Days” (2002) i „Pamiętniki wampirów” (2009–2017).
Pracowała także przy filmach takich jak m.in. „Przeklęta” (2005) i „Krzyk 4” (2011).